# Cantón de Rignac
El cantón de Rignac era una división administrativa francesa, que estaba situada en el departamento de Aveyron y la región de Mediodía-Pirineos.

## Composición
El cantón estaba formado por ocho comunas:
- Anglars-Saint-Félix
- Auzits
- Belcastel
- Bournazel
- Escandolières
- Goutrens
- Mayran
- Rignac

## Supresión del cantón de Rignac
En aplicación del Decreto n.º 2014-205 de 21 de febrero de 2014, el cantón de Rignac fue suprimido el 22 de marzo de 2015 y sus 8 comunas pasaron a formar parte del nuevo cantón de Enne y Alzou.